# Stefano Bizzozi
Stefano Bizzozi (Dolo, 8 giugno 1960) è un allenatore di pallacanestro italiano.

## Carriera
Ha allenato in massima serie la Irge Desio, la Scavolini Pesaro e l'Upim Bologna.
Nel 2009 guida la nazionale femminile del Camerun e nel biennio 2010-2011 le squadre nazionali dell'Italia under 15 e dell'Italia under 18.
Il 25 febbraio 2014 viene nominato allenatore dalla Pallacanestro Varese, in sostituzione dell'esonerato Fabrizio Frates.
Nel 2022 diventa responsabile tecnico del settore giovanile della Pallacanestro Fiorenzuola 1972.